# South Florida Council

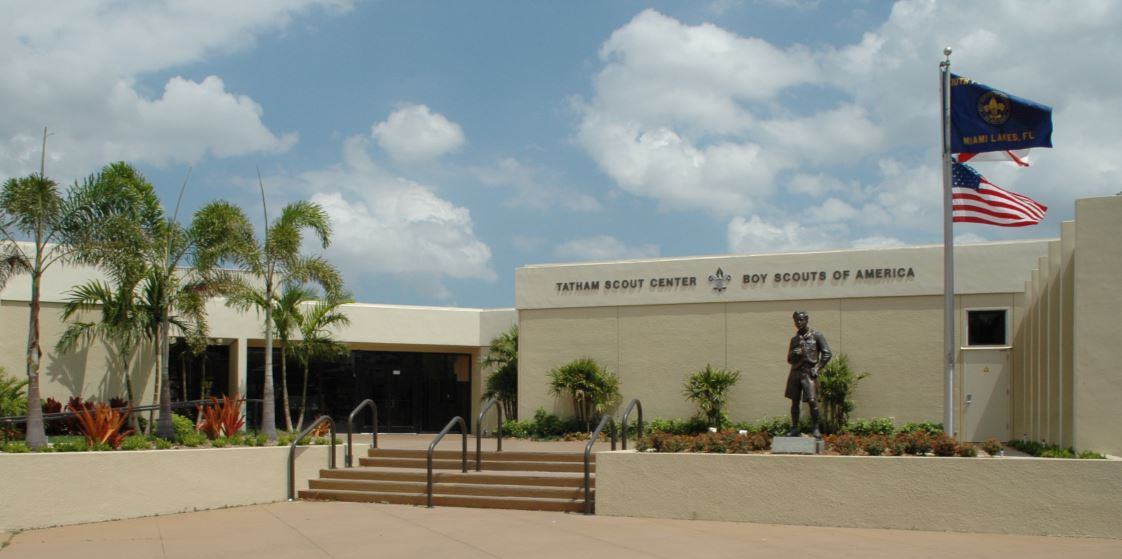
Consejo de Florida Del sur

El South Florida Council (Consejo de Florida Del sur) sirve Boy Scouts en Broward, Miami-Dade, y Monroe Condados en Florida del Sur. Cuando de 2018 el Consejo de Florida Del sur sirve más de 43,000 jóvenes.

## Historia
En 1914, el Consejo de Miami estuvo formado. Fusione con el Dade Consejo de Condado (#084) en 1921. En 1927, el Broward Consejo de Condado estuvo formado. Fusione con el Dade Consejo de Condado en 1933. En 1945, el Dade Consejo de Condado cambió su nombre al Consejo de Florida Del sur (#084).

## Organización
El consejo está dividido a nueve distritos.

## Campamentos
Consejo de Florida del sur tiene tres campamentos.